# 데드라인 (영화)
《데드라인》(영어: Deadline)은 2009년에 DVD로 출시한 미국의 영화이다.

## 줄거리
앨리스 에번스는 남자친구 벤이 그녀를 죽이려 한 후 겪은 심리적 붕괴로 인해 완성하지 못한 시나리오를 완성해야 한다. 시나리오 마감이 다가오자, 그녀는 프로듀서 친구가 최근에 구입한 빅토리아 양식의 집에 머물며 작업에 집중할 수 있도록 해준다는 제안을 수락한다. 그녀는 혼자 머물 것을 고집하고, 친구 레베카는 마지못해 동의하고 그녀를 그곳에 남겨둔다.
앨리스는 집에서 이상한 소리를 듣기 시작하고 집이 살해된 여인의 유령에게 홀렸다고 확신하게 된다. 그녀는 집을 뒤지기 시작하고 다락방에서 수수께끼 같은 젊은 부부, 루시와 데이비드 우즈의 비디오테이프 컬렉션을 발견한다. 처음에는 테이프에 부부가 새로 태어난 아기와 함께 집에서 행복하게 이야기하는 모습만 담겨 있었다. 그러나 테이프가 진행될수록 데이비드는 점점 더 불안해한다. 그는 루시가 다른 사람을 만나고 있고 아기가 자신의 아이가 아닐 수도 있다고 확신하게 되지만, 루시는 자신은 다른 누구와도 만난 적이 없다고 그를 안심시킨다. 한 테이프에는 그가 잠든 루시를 촬영하며 "천사 같아"라고 중얼거리는 모습이 담겨 있다.
앨리스는 또한 자신과 레베카가 (벤이 자신을 죽이려 하기 전) 함께 찍은 테이프 중 하나를 보는데, 그녀와 레베카가 단순한 친구 이상이라는 것이 강하게 암시된다. 앨리스는 우즈 부부의 비디오테이프를 계속 보며 레베카에게 그 부부에 대한 조사를 부탁한다. 앨리스를 걱정한 레베카는 방문하겠다고 제안하지만, 앨리스는 괜찮다고 고집한다. 테이프를 계속 보면서 벤이 앨리스를 죽이려 한 이유를 알게 된다. 루시 우즈처럼 앨리스도 임신했고, 데이비드 우즈처럼 벤은 아기가 자신의 아이가 아니라고 확신했다. 또한 데이비드 우즈처럼 벤은 앨리스를 욕조에 익사시키려 했다. 앨리스는 살아남았지만, 아기를 잃었다. 이것이 앨리스가 루시와 깊은 유대감을 느끼는 이유이다.
그녀는 집 주변에서 루시 우즈의 유령을 보기 시작한다. 앨리스가 마지막 테이프에 도달했을 때, 그녀는 데이비드가 루시를 욕조에 익사시키고 자신은 목을 매달아 자살했음을 알게 된다. 그때 앨리스에게 벤에게서 전화가 걸려와 그가 자신에게 한 일에 대해 사과한다. 통화 중에 앨리스는 집 안에서 그림자를 보고 벤이 자신과 함께 안에 있다고 확신하며, 그가 자신이 그곳에 있는 동안 일어난 모든 일의 원인이라고 생각하지만, 벤은 자신은 보스턴에 있는 어머니와 함께 있다고 주장한다. 여전히 앨리스는 두려워하며 도망치기 시작하지만, 그때 그녀는 데이비드 우즈가 목을 매단 후 그의 어머니가 제때 그를 잘라내어 실제로 살아남았다는 테이프의 끝부분을 보게 된다. 그의 어머니는 데이비드와 루시가 실종되었다고 신고한다. 앨리스는 집 안에서 데이비드 우즈와 마주친다. 그는 그녀를 "루시"라고 부르며 앨리스가 자신의 아내라고 생각한다. 그는 그녀를 붙잡아 욕조에 익사시키려 하지만, 그때 그는 죽은 아내 루시의 유령이 옆에 서 있는 것을 본다. 이것이 그를 너무나 두렵게 하여, 그는 계단 난간 너머로 뒤로 넘어져 죽는다. 루시의 유령은 욕조의 물을 빼고 앨리스의 생명을 구한다.
나중에 레베카가 와서 앨리스가 여전히 욕조에 누워 유령에 대해 중얼거리는 것을 발견한다. 레베카는 그녀를 욕조에서 끌어내고, 그녀를 말리면서 앨리스가 그동안 작업해온 시나리오를 발견한다. 그녀는 그것이 앨리스가 자신에게 말해온 전체 이야기와 한 글자도 틀리지 않는다는 것을 알게 된다. 이제 앨리스가 본 모든 것이 그녀의 머릿속에 있었던 것이 분명해진다. 레베카는 다시는 앨리스를 혼자 두지 않겠다고 약속하고 그녀를 침대에 눕힌다. 레베카는 아래층으로 내려가 데이비드 우즈의 시체가 있었을 바닥에서 비디오카메라를 발견한다. 그녀는 그것을 집어 들고 앨리스가 레베카가 자고 있는 모습을 촬영한 테이프를 보는데, 그것은 데이비드가 잠든 루시를 촬영했던 이전 장면과 똑같으며, 앨리스가 그녀가 천사 같다고 말하는 것까지 동일하다.

## 캐스팅
주연
- 브리트니 머피 : 앨리스 역
- 도라 버치 : 루시 역
- 타미 브랜차드 : 레베카 역
- 마크 블루카스 : 데이빗 역

조연
- 클로디아 트롤 : 데이빗의 엄마 역
- 마이클 피쉬텔리 : 벤 역 (목소리)